# جون سميث (عسكري)
جون سميث (بالإنجليزية: John Smith)‏ هو عسكري أمريكي، (ولد في بوسطن في الولايات المتحدة 1831  م).